# Медицинска терминология
Медицинската терминология e езикът, много често включващ латински термини и латинска морфология, който медиците използват например за наименования на части от тялото (или анатомична терминология), медицински състояния или заболявания и други медицински наименования.
В това число медицинският жаргон е форма на групов говор, използвана от лекари, медицински сестри, парамедици и други лица от болничния или медицинския персонал . Навлиза особено в попкултурата чрез медицински или криминални сериали като „Спешно отделение“, „Д-р Хаус“, „Военни престъпления“, „Смешно отделение“ и други.